# Campionati mondiali giovanili di nuoto artistico 2024
I XVIV Campionati mondiali giovanili di nuoto artistico si sono svolti a Lima, in Perù, dal 28 agosto al 1º settembre 2024.

## Medagliere
| Posiz. | Nazione     | Oro | Argento | Bronzo | Totale |
| ------ | ----------- | --- | ------- | ------ | ------ |
| 1      | Cina        | 4   | 3       | 3      | 10     |
| 2      | Messico     | 3   | 2       | 0      | 5      |
| 3      | Giappone    | 1   | 2       | 1      | 4      |
| 4      | Ucraina     | 1   | 1       | 0      | 2      |
| 5      | Stati Uniti | 1   | 0       | 0      | 1      |
| 5      | Grecia      | 1   | 0       | 0      | 1      |
| 7      | Paesi Bassi | 0   | 2       | 0      | 2      |
| 8      | Cile        | 0   | 1       | 1      | 2      |
| 9      | Spagna      | 0   | 0       | 5      | 5      |
| 10     | Italia      | 0   | 0       | 1      | 1      |
| Totale | Totale      | 11  | 11      | 11     | 33     |

## Risultati

### Femminile
| Evento          | Oro                                        | Argento                                    | Bronzo                                         |
| Singolo tecnico | Xu Huiyan                                  | Marloes Steenbeek                          | Sakurako Uchida                                |
| Singolo libero  | Zoi Karangelou                             | Marloes Steenbeek                          | Xu Huiyan                                      |
| Duo tecnico     | Giappone Risako Mitsuhashi Sakurako Uchida | Ucraina Daria Moshynska Anastasija Šmonina | Spagna Naia Alvarez Vicente Rocio Calle Garcia |
| Duo libero      | Ucraina Daria Moshynska Anastasija Šmonina | Cina Xu Huiyan Zhang Wanyi                 | Spagna Naia Alvarez Vicente Rocio Calle Garcia |

### Maschile
| Evento       | Oro                       | Argento        | Bronzo         |
| Solo tecnico | Diego Villalobos Carrillo | Guo Muye       | Nicolas Campos |
| Solo libero  | Diego Villalobos Carrillo | Nicolas Campos | Guo Muye       |

### Misto
| Evento                    | Oro | Argento | Bronzo |
| Duo tecnico               | Cina Guo Muye Guo Sitong                                                                                             | Messico Diego Villalobos Carrillo Camila Argumedo Gomez | Italia Filippo Pelati Sarah Maria Rizea |
| Duo libero                | Messico Diego Villalobos Carrillo Camila Argumedo Gomez                                                              | Cina Guo Muye Zhou Kunyi | Spagna Ariadna Benito Jordi Caceres Iglesias |
| Gara a squadre tecnico    | Cina Chen Yujie Guo Muye Guo Sitong He Zhien Xu Huiyan Zhang Wanji Zhang Yuxin Zhou Kunyi                            | Giappone Kaho Aitaka Aina Hatanaka Kikuno Ishimi Ao Kanamitsu Risako Mitsuhashi Nao Shirahase Erina Takei Sakurako Uchida                                                                                        | Spagna Naia Alvarez Vicente Rocio Calle Garcia Isabel Cui Aurora Lázaro Cabaleiro Carla Lorenzo Llusca Paula Marcipar Idelsohn Marina Sarmiento Figueredo Daniela Suarez Fernandez |
| Gara a squadre libero     | Cina Chen Yujie Guo Muye Guo Sitong He Zhien Xu Huiyan Zhang Wanji Zhang Yuxin Zhou Kunyi                            | Giappone Kaho Aitaka Aina Hatanaka Kikuno Ishimi Ao Kanamitsu Risako Mitsuhashi Nao Shirahase Erina Takei Sakurako Uchida                                                                                        | Spagna Naia Alvarez Vicente Rocio Calle Garcia Isabel Cui Aurora Lázaro Cabaleiro Carla Lorenzo Llusca Paula Marcipar Idelsohn Marina Sarmiento Figueredo Daniela Suarez Fernandez |
| Gara a squadre acrobatico | Stati Uniti Ghizal Akbar Kenneth Gaudet Yanna Hauck Emileen Moore Dalia Ovadia Elle Santana Morgan Woelfel Karen Xue | Messico Camila Argumedo Gomez Carolina Arzate Carbia Anna Gabriela Avila Villa Daniela Avila Villa Fernanda Paola Carmona Vazquez Daniela Delgado Cornejo Nayeli Mondragon Acevedo Constanza Padilla Covarrubias | Cina Chen Keyu Guo Sitong Hou Jiayi Ji Heyue Jiang Yutong Wang Ziyan Zhang Wanyi Zhang Yuxin                                                                                       |